# Yarmouth (Maine)
Yarmouth – miasto w Stanach Zjednoczonych, w stanie Maine, w hrabstwie Cumberland.